# Overkill (EP)
Overkill es el primer EP grabado por la banda de thrash metal estadounidense Overkill, publicado en 1984 por el sello Azra/Metal Storm Records. Todas las canciones de este EP (excepto "The Answer") serían grabadas nuevamente e incluidas en futuros álbumes de Overkill: "Rotten to the Core" y "Overkill" para el disco Feel the Fire y "Fatal If Swallowed" para el disco Taking Over.

## Lista de canciones
| N.º | Título               | Duración |  |
| 1.  | «Rotten to the Core» | 5:14     |  |
| 2.  | «Fatal if Swallowed» | 6:20     |  |
| 3.  | «The Answer»         | 8:49     |  |
| 4.  | «Overkill»           | 3:41     |  |

## Créditos
- Rat Skates – batería
- Bobby "Blitz" Ellsworth – voz
- D. D. Verni – bajo
- Bobby Gustafson – guitarra